# 萨沃尼亚
萨沃尼亚（義大利語：Savogna），是意大利乌迪内省的一个市镇。总面积22.11平方公里，人口521人，人口密度23.6人/平方公里（2009年）。ISTAT代码为030108。